# 林尊琪
林尊琪（1942年6月3日—2018年5月28日），广东潮阳人，生于北京，中国高功率激光技术专家。北京市政设计研究院总工程师、副院长林治远之子。
1964年毕业于中国科学技术大学无线电系，后在中国科学院研究生院读研究生。中科院上海光机所研究员、高功率激光物理国家实验室总师。2003年当选为中国科学院院士。